# Prochnyanthes mexicana
Prochnyanthes mexicana är en sparrisväxtart som först beskrevs av Joseph Gerhard Zuccarini, och fick sitt nu gällande namn av Joseph Nelson Rose. Prochnyanthes mexicana ingår i släktet Prochnyanthes och familjen sparrisväxter. Inga underarter finns listade i Catalogue of Life.